# 1857 en santé et médecine
| Années de la santé et de la médecine : 1854 - 1855 - 1856 - 1857 - 1858 - 1859 - 1860    |
| Décennies de la santé et de la médecine : 1820 - 1830 - 1840 - 1850 - 1860 - 1870 - 1880 |

Cet article présente les faits marquants de l'année 1857 en santé et médecine.

## Évènements
- 12 mai : Elizabeth et Emily Blackwell ouvrent le New York Infirmary for Indigent Women and Children[1].

- Gregor Mendel découvre les principes fondamentaux de l'hérédité[2].
- Ouverture du Sanatorium Bellevue à Kreuzlingen (Suisse orientale)[3]. Il devient le lieu d'avancées importantes sous la direction du psychiatre Ludwig Binswanger (1881-1966).

## Naissances
- 22 janvier : Pierre-Félix Lagrange (mort en 1928), ophtalmologiste français.
- 14 février : Philippe Chaslin (mort en 1923), psychiatre français.
- 7 mars : Julius Wagner-Jauregg (mort en 1940), médecin neurologue et psychiatre autrichien, lauréat en 1927 du prix Nobel de physiologie ou médecine.
- 28 février : Raphaël Blanchard (mort en 1919), médecin et naturaliste français.
- 13 mars : Fernand Lubet-Barbon (mort en 1948), oto-rhino-laryngologiste français.
- 25 juillet : Samuel Desjardins (mort en 1924), médecin et homme politique québécois.
- 11 août : William Neale (mort en 1939), médecin et explorateur britannique.
- 17 novembre : Henri Chaput (mort en 1919), chirurgien français.
- 31 décembre : Hermann Oppenheim (mort en 1919), psychiatre et neurologue allemand.

Date inconnue
- Francis George Allman Barnard (mort en 1932), pharmacien et naturaliste australien.
- Victor von Gyurkovechky (mort en 1938), médecin et chirurgien autrichien.
- Kakichi Mitsukuri (mort en 1909), zoologiste japonais, auteur de travaux sur l'élevage des animaux marins et d'eau douce.
- Axel Robertson-Proschowsky (mort en 1944), médecin et naturaliste  français.
- Valérios Stáis (mort en 1924), médecin et archéologue grec.